# Heart of Gold Band
Heart of Gold Band ist eine US-amerikanische Country- und Folkrock-Band, die aus der Band Ghosts hervorging.

## Geschichte
Nachdem die Band „Ghosts“ 1979 gegründet worden war und Auftritte absolviert hatte, wurde sie 1980 nach einigen Wechseln im Line-Up in Heart of Gold Band umbenannt. Die bekanntesten Mitglieder waren das Ehepaar Keith und Donna Godchaux, die aus der sogenannten Grateful-Dead-Familie stammten. Somit beruhte auch der Name der neuen Band auf dem Dead-Lied Scarlet Begonias aus der Feder von Robert Hunter und Jerry García, in dem Heart of Gold Band zweimal verwendet wird.
Die neuformierte Band trat erst einmal auf, als Keith Godchaux am 21. Juli 1980 bei einem Autounfall tödlich verunglückte. Eine geplante Tournee wurde dadurch erst einmal abgesagt. Die Band wurde reorganisiert und mit Mark Adler ein neuer Keyboarder und mit David Mackay ein neuer Bassspieler als auch Keyboarder verpflichtet. Mackay und Donna Godchaux sollten später heiraten. In dieser neuen Besetzung wurde die geplante Tournee 1981 durchgeführt und das Material auf verschiedenen Alben veröffentlicht. Doch nach und nach versank die Band in die Versenkung und wurde aufgelöst.
2004 reorganisierte Donna Godchaux die Band erneut mit einem anderen Line-Up, welches weitgehend aus Familienmitgliedern bestand. So spielte inzwischen ihr Sohn aus erster Ehe Zion Rock Godchaux und ihr Sohn aus zweiter Ehe Kinsman Mackay in der Band. Ebenso gehörten ihr Ehemann David Mackay als auch ihren Schwager aus erster Ehe Brian Godchaux zum neuen Line-Up. Vervollständigt wurde die Gruppe mit den früher in den Band spielenden Greg Anton und Mark Adler sowie den neu hinzugekommenen Russ Randolph. In dieser Besetzung gab die Band 2004 mit At The Table ein neues Album heraus. Durch die Soloprojekte der Söhne und der Teilnahme von Donna Godchaux an der Band Zen Tricksters verlief sich die Neuformierung wieder im Sande.

## Diskografie
- 1986: Heart of Gold Band, (Relix)
- 1989: Double Dose (Relix)
- 1997: Relix Best of the Blues Vol 3, Various Artists (Relix)
- 1998: Heart of Gold Band (Grateful Dead Records)
- 2004: At the Table (Heart of Gold)